# Đuôi cụt hút mật bụng vàng
Đuôi cụt hút mật bụng vàng, tên khoa học Neodrepanis hypoxantha, là một loài chim trong họ Philepittidae. Chúng là loài đặc hữu của Madagascar.